# مارسيلو كوريلز
مارسيلو كوريلز (بالإسبانية: Marcelo Corrales)‏ هو لاعب كرة قدم تشيلي، ولد في 20 فبراير 1971 في سانتياغو في تشيلي. شارك مع منتخب تشيلي لكرة القدم. أما مع النوادي، فقد لعب مع سانتياغو واندررز ونادي أونيفرسيداد دي تشيلي ونادي أونيفرسيداد كاتوليكا ونادي الشباب ونادي بالستينو ونادي كوكيمبو أونيدو.

## وصلات خارجية
- مارسيلو كوريلز على موقع قاعدة بيانات كرة القدم.إي يو (الإنجليزية)
- مارسيلو كوريلز على موقع ناشيونال فوتبول تيمز (الإنجليزية)
- مارسيلو كوريلز على موقع Soccerway.com (الإنجليزية)
- مارسيلو كوريلز على موقع عالم كرة القدم.نت (الإنجليزية)